# Union County, Georgia
Union County är ett administrativt område i delstaten Georgia, USA, med 21 356 invånare. Den administrativa huvudorten (county seat) är Blairsville.

## Geografi
Enligt United States Census Bureau har countyt en total area på 852 km². 835 km² av den arean är land och 17 km² är vatten.

### Angränsande countyn
- Cherokee County, North Carolina - nord
- Clay County, North Carolina - nordost
- Towns County - öst
- White County - i sydost
- Lumpkin County - syd
- Fannin County - väst